# Learjet 35
I Learjet 35 e 36 sono una serie di business jet bimotori, impiegati sia in ambito civile sia in ambito militare, prodotti dall'azienda statunitense Learjet. La U.S. Air Force utilizza una versione appositamente studiata del 35A denominata C-21A.
Il velivolo è alimentato da due motori turboventola Garrett TFE731-2 montati in apposite gondole sui lati della fusoliera. La cabina può essere configurata per trasportare 6-8 passeggeri. Il modello 36 dispone di una zona passeggeri accorciata per fornire più spazio nella fusoliera ai serbatoi di carburante al fine di aumentare l'autonomia dell'aereo.

## Sviluppo del progetto
Il progetto Learjet 35 ha avuto inizio quando la Learjet ha deciso di costruire una nuova variante del Learjet 25. In un primo tempo l'intenzione dei progettisti era quella di montare sulla fusoliera del modello 25 i propulsori di nuova concezione Garrett TFE731 in sostituzione dei General Electric CJ610, ridenominando tale nuova versione Learjet 25BGF (dove GF era l'abbreviazione di "Garrett Fan"). Il primo prototipo volò, con solo un TFE731 installato sul lato sinistro dell'aeromobile, nel maggio del 1971. Come risultato della maggiore potenza e della ridotta rumorosità del nuovo motore, la Learjet ha migliorato ulteriormente il design, e invece di commercializzare una variante del 25, decise di vendere il nuovo velivolo come un modello differente, il 35.

## Impiego operativo
Nel 1976 il golfista americano Arnold Palmer ha utilizzato un Learjet 36 per stabilire un nuovo record compiendo un giro intorno al mondo, ovvero 22 894 miglia (36 990 km), in 57 ore 25 minuti 42 secondi.
I Learjet 35 della Fuerza Aérea Argentina vennero impiegati durante la guerra delle Falkland. Inquadrati in un’apposita squadriglia, Escuadron Fénix, effettuavano azioni di disturbo e di saturazione dei radar nemici andando a simulare incursioni dalla terraferma, sfidando le intercettazioni degli Harrier nonostante fossero privi di qualunque apparecchiatura di disturbo o inganno e senza alcun apparato di protezione passiva. Il 7 giugno 1982 uno di questi aerei venne abbattuto, causando la morte di 5 militari.
La produzione della serie 35/36 cessò nel 1994.

## Utilizzatori

### Militari
Argentina
- Fuerza Aérea Argentina

4 Learjet 35A per sorveglianza ed intelligence elettronica acquistati nel 1977-1981, aggiornati con nuovi equipaggiamenti, uno dei quali convertito nel 2013 come piattaforma ELINT/SIGINT.
 Brasile
- Força Aérea Brasileira

12 RC-35AM da ricognizione consegnati, 6 in servizio a tutto il 2017.
 Finlandia
- Suomen ilmavoimat

3 Lj-35A entrati in servizio a partire dal 31 ottobre 1982.
 Giappone
- Kaijō Jieitai

6 U-36A convertiti da Shin Maywa e consegnati tra il marzo del 1986 e il dicembre 1993. Gli ultimi esemplari sono stati ritirati con una cerimonia tenutasi il 10 marzo 2025 presso il MCAS di Iwakuni.
 Perù
- Fuerza Aérea del Perú

2 Learjet 36B utilizzati per l'ELINT entrati in servizio nel 2012-2013, e tutti in servizio al dicembre 2016.
 Stati Uniti
- USAF

19 C-21A Firebass (Learjet 35A) in servizio all'aprile 2018.

## Varianti

### Learjet 35
L'originale modello 35 era alimentato da due motori TFE731-2-2A ed era di 33 centimetri più lungo rispetto al suo predecessore, il Modello 25. Il primo volo del prototipo venne effettuato il 22 agosto 1973 e il velivolo è stato certificato dall'ente statunitense dell'aviazione civile, la FAA, nel mese di luglio del 1974. Poteva trasportare fino a otto passeggeri. Vennero costruiti 64 esemplari di questa versione.

### Learjet 35A
Il Learjet 35A è un modello aggiornato del 35 con motori TFE731-2-2B e un'autonomia di 2 789 miglia, una capacità di carburante di 931 galloni (3 524 litri). Questa versione è stata introdotta nel 1976. Sono stati costruiti oltre 600 velivoli della versione 35A, la cui produzione venne interrotta nel 1993.
Il 12 febbraio del 1996, un Learjet 35A, N10BD, di proprietà di Bill Daniels e pilotato da Mark E. Calkins, Charles Conrad, Jr., Paul Thayer, e D. Miller ha completato il giro del mondo in un tempo record 49 ore, 21 minuti e 8 secondi. Questo velivolo è ora in mostra nel Terminal C dell'Aeroporto Internazionale di Denver.

### Learjet 36
Il modello 36 è sostanzialmente identico al 35, tranne per un più grande serbatoio posto all'interno della fusoliera, che gli conferisce 500 miglia di autonomia in più, ma questa modifica riduce la lunghezza della zona passeggeri di 18 pollici (0,46 m). È stato certificato, insieme con il 35, nel mese di luglio 1974.

### Learjet 36A
Come il 35A, il modello 36A è una versione con motori aggiornati e un maggiore peso massimo lordo. È stato introdotto nel 1976, andando a sostituire il 36.

## Galleria d'immagini

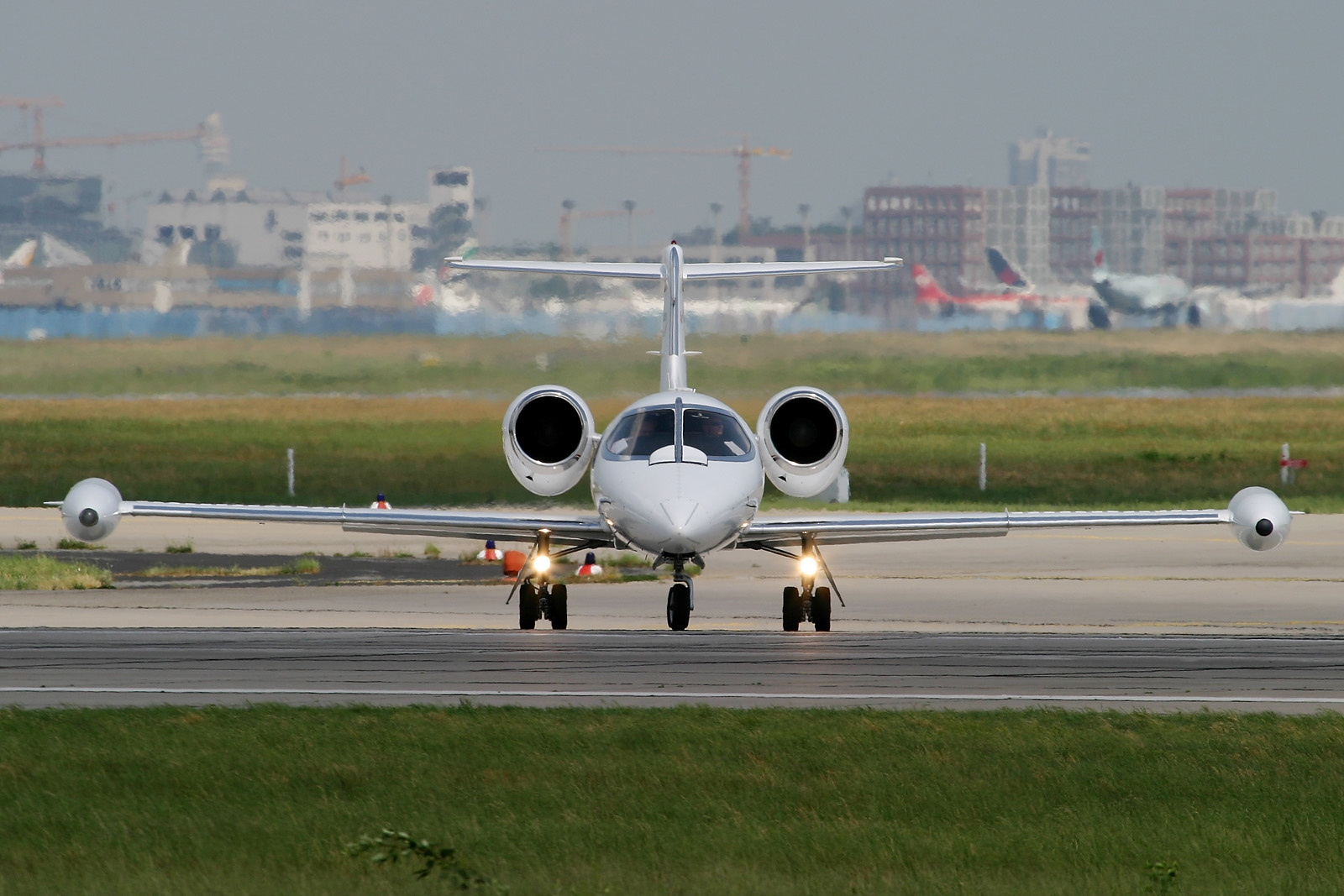
Particolare del profilo di un Learjet 35A.
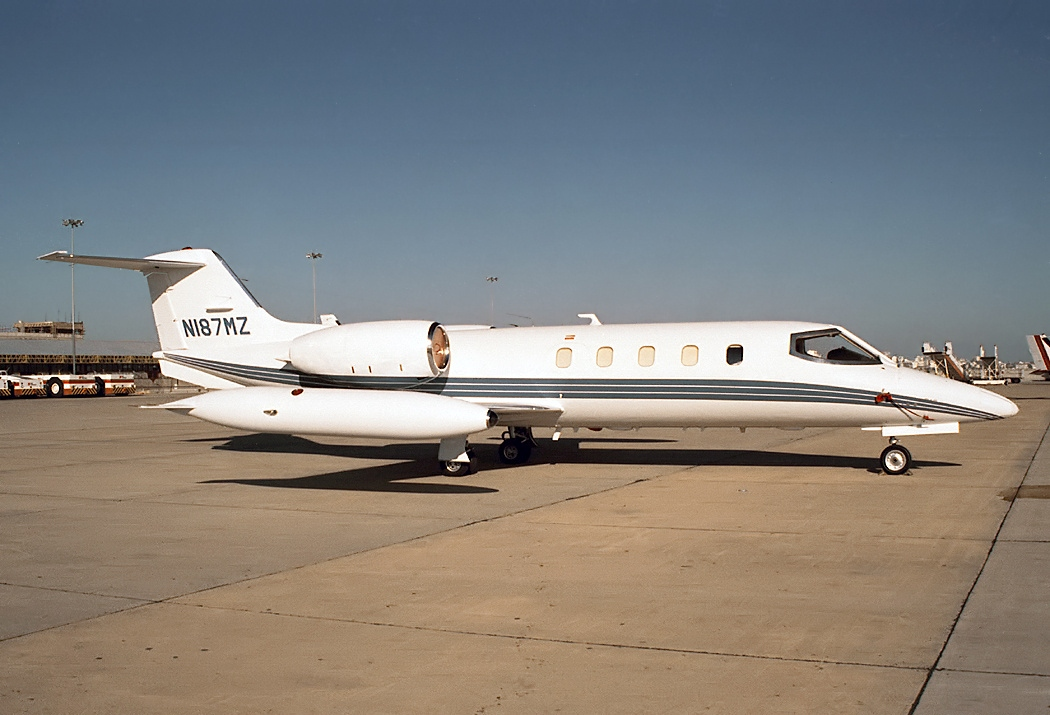
Un Learjet 36A.
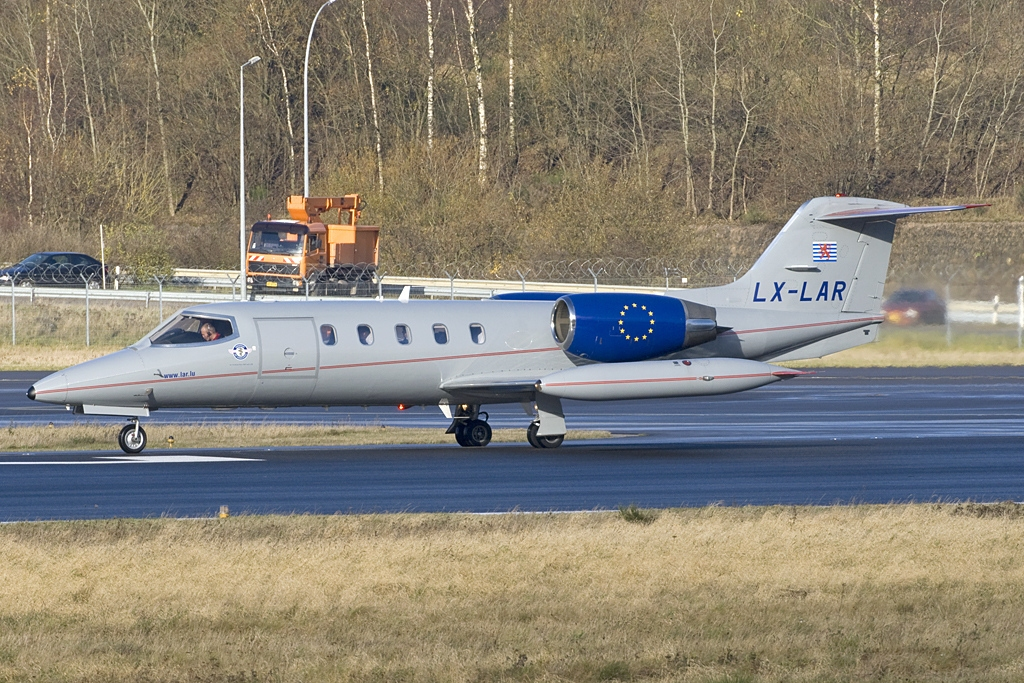
Un Learjet 35.
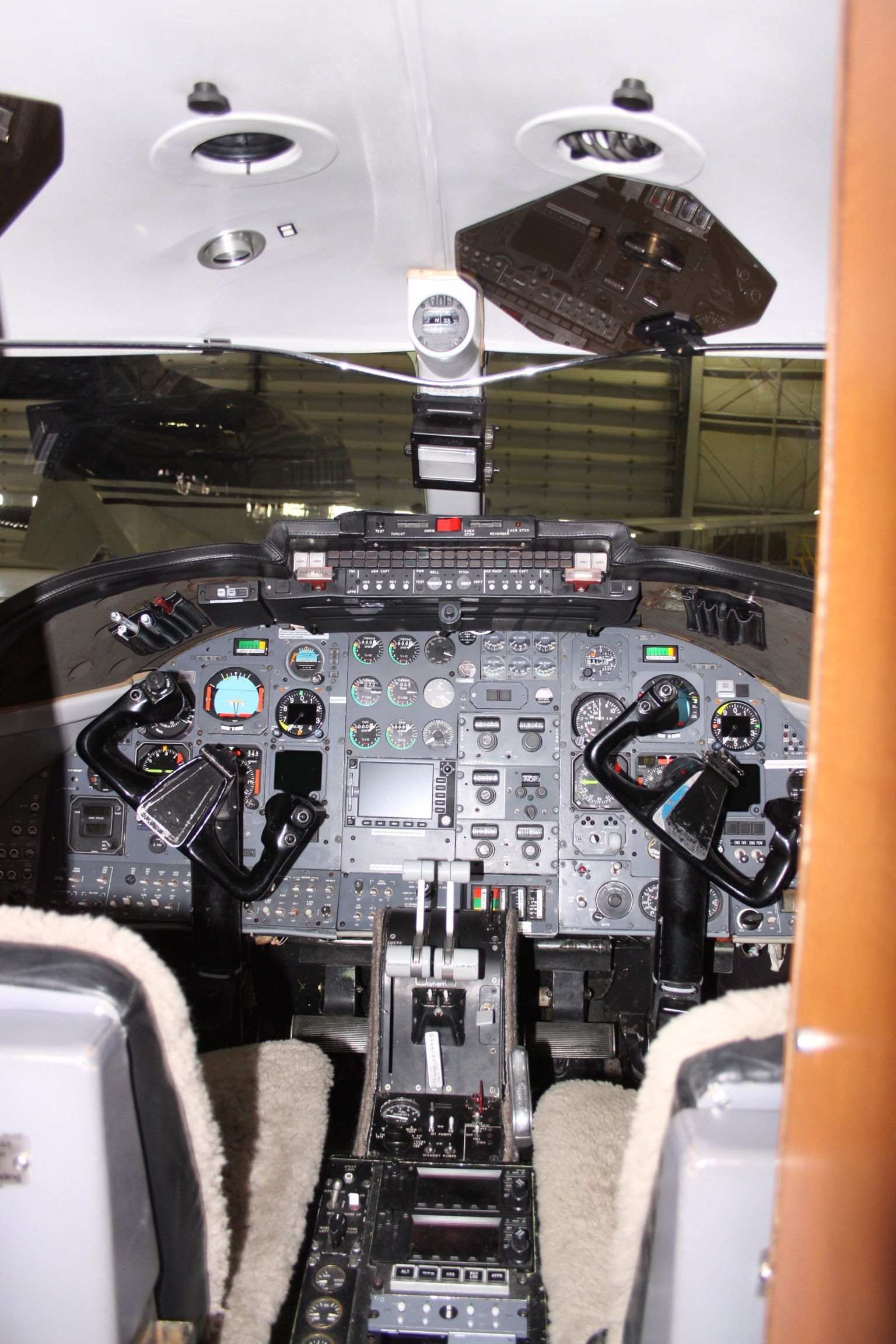
Particolare del cockpit di un Learjet 35A.
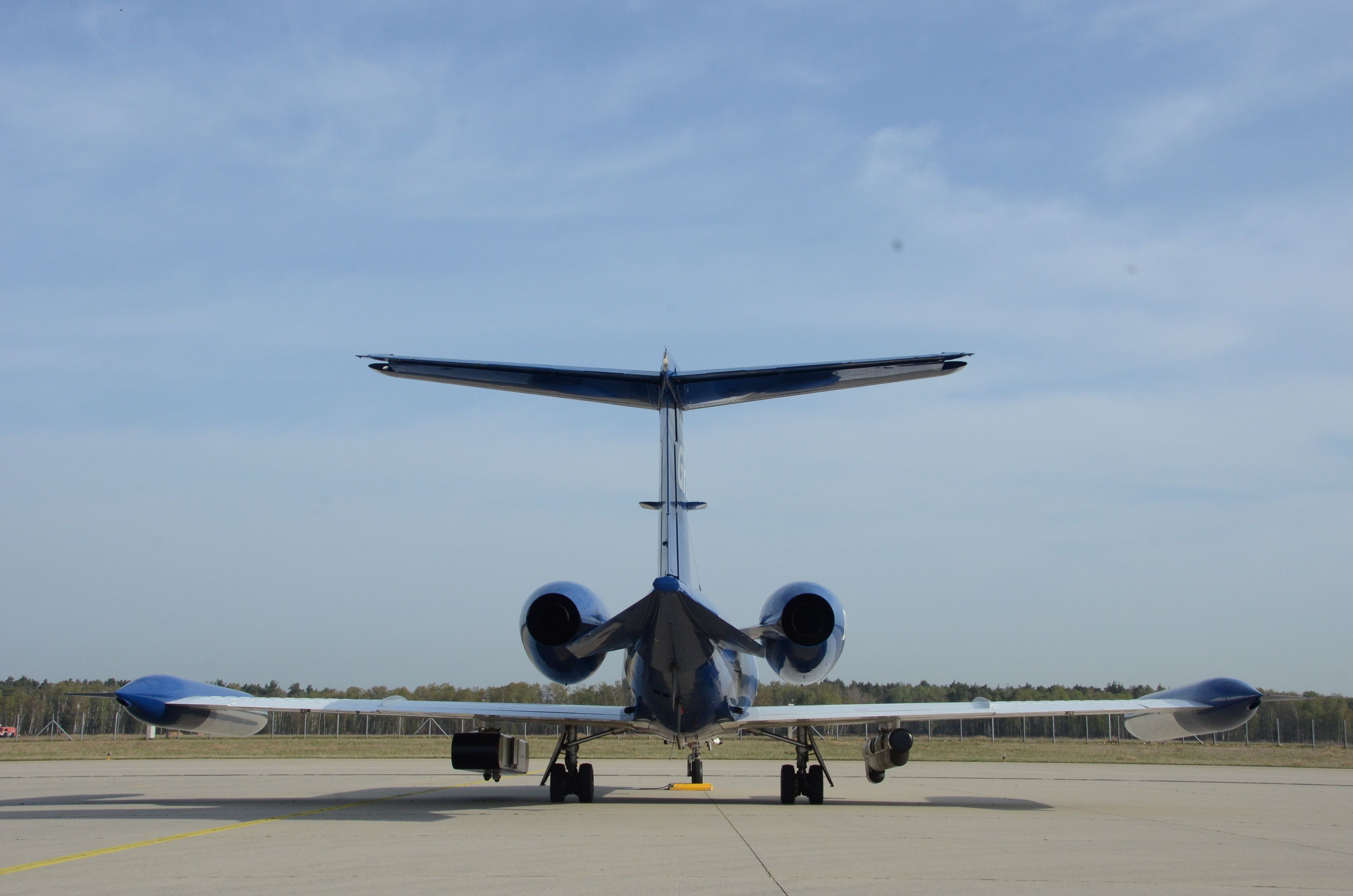
Particolare della parte posteriore di un Learjet 35.
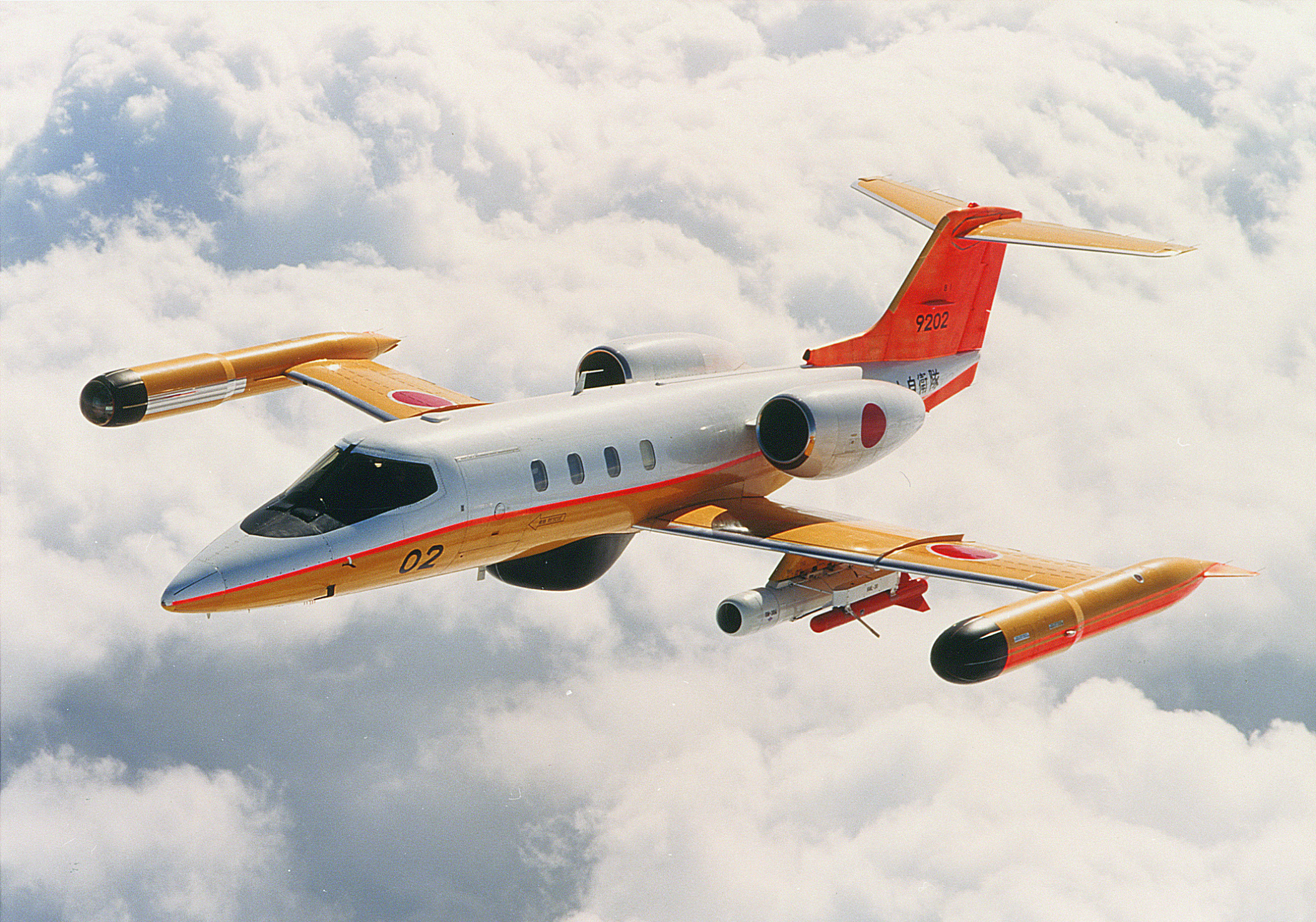
Kaijō Jieitai U-36A